# Ronas Hill
Ronas Hill – wzgórze w Szkocji, najwyższe wzniesienie archipelagu Szetlandów. Znajduje się na wyspie Mainland, na półwyspie Northmavine. Wznosi się na 450 m n.p.m.
Na szczycie wzgórza znajduje się neolityczny kopiec komorowy.